# Easter Wiggins
Easter Wiggins, née le 1er juin 1874 et morte le 7 juillet 1990, est une supercentenaire étatsunienne qui fut doyenne de l'humanité de 1988 à 1990.

## Biographie
Easter Wiggins, née le 1er juin 1874, ayant marqué l'histoire par son âge exceptionnel et reconnue pour avoir été la doyenne de l'humanité de 1988 à 1990, période durant laquelle elle attire l'attention en raison de sa longévité. Originaire des États-Unis, elle meurt le 7 juillet 1990 à l'âge de 116 ans.
Elle a détenu le record mondial de longévité jusqu'au 30 mars 1991, où elle fut dépassée par la française Jeanne Calment.